# Kacjan
Kacjan je priimek v Sloveniji, ki ga je po podatkih Statističnega urada Republike Slovenije na dan 1. januarja 2010 uporabljalo 91 oseb.

## Znani nosilci priimka
- Aleš Kacjan (*1958), flavtist
- Brigita Kacjan, didaktičarka nemškega jezika in književnosti
- Ileana Bratuž Kacjan (*1932), pevka sopranistka
- Nina Kacjan Maršić, agronomka, univ. prof. (BF UL)
- Olga Kacjan (*1952), igralka
- Tone Kacjan, diplomat, konzul v Clevelandu